# 큥
〈큥〉(キュン 큥[*])은 일본의 여성 아이돌 그룹 히나타자카46의 노래. 2019년 3월 27일에 히나타자카46의 데뷔 싱글로 소니 레코드에서 발매됐다. 노래의 센터 포지션은 코사카 나오가 맡았다.

## 발매 배경
Blu-ray가 들어있는 Type-A · B · C, CD뿐인 통상판의 네 형태로 발매.
2019년 2월 11일, 동영상 전달 서비스 『SHOWROOM』에서 발매일이 발표되어, 발매에 앞서 표제곡 「큥」이 동년 3월 1일에 『SHOWROOM』그래서 생착신, 히나타자카46 공식 사이트에서 음원 일부 첫 공개. 선발 멤버 및 센터 포지션은 이달 4일(3일 심야) 방송의 날 히나타자카46의 칸무리 프로그램 『히라가나 오시』에서 발표, 같은 날에 풀 사이즈 음원을 공개했다. 뮤직 비디오는 같은 날 5일에 히나타자카46 공식 사이트, 유튜브에서 공개되었다.

## 아트워크
자켓 사진 멤버의 배정은 아래와 같다.
| Type-A 앞면 | 코사카 나오, 사사키 쿄코, 카토 시호                                                                                                   |
| Type-A 뒷면 | |
| Type-B 앞면 | 카와다 히나, 사사키 쿠미, 사사키 미레이, 니부 아카리                                                                                  |
| Type-B 뒷면 | |
| Type-C 앞면 | 카키자키 메미, 타카모토 아야카, 히가시무라 메이, 와타나베 미호                                                                        |
| Type-C 뒷면 | |
| 통상판 앞면 | 이구치 마오, 우시오 사리나, 카미무라 히나노, 카네무라 미쿠, 타카세 마나, 토미타 스즈카, 나마기시 히요리, 마츠다 코노카, 미야타 마나모 |
| 통상판 뒷면 | |

## 뮤직 비디오
큥
학교가 무대, 복도나 교실등에서 멤버가 춤추고 있으면 다른 학생들도 덩달아 춤춘다는 내용, 멤버의 밝음이나 긍정적인 파워를 댄스로 표현, 일본 최초의 시도라고 하는 카메라 탑재의 라지콘카 「RadCamX」를 촬영에 사용한 씬은 시선이 낮고 질주감 있는 영상으로 완성되었다. 안무는 CRE8BOY가 맡았다.

## 노래가 사용된 곳
큥
- 패션 렌털 애플리케이션 “mechakari”(스트라이프 인터내셔널)의 광고 음악[10].

JOYFUL LOVE
- 패션 렌털 애플리케이션 “mechakari”(스트라이프 인터내셔널)의 광고 음악[11].

## 선발 멤버

### 큥
(센터: 코사카 나오)
- 3열 : 토미타 스즈카, 하마기시 히요리, 타카세 마나, 마츠다 코노카, 카미무라 히나노, 카네무라 미쿠, 이구치 마오, 미야타 마나모, 우시오 사리나
- 2열 : 사사키 쿠미, 니부 아카리, 카와타 히나, 타카모토 아야카, 와타나베 미호, 히가시무라 메이
- 1열 : 사사키 미레이, 사이토 쿄코, 코사카 나오, 카토 시호, 카키자키 메미

## 참고 문헌
- 히나타자카46 (2019년 3월 27일). 《キュン》 [큥] (일본어). Type-A. 소니 뮤직 레코드. ASIN B07NMR8RSG. SRCL-11121/2.
- 히나타자카46 (2019년 3월 27일). 《キュン》 [큥] (일본어). Type-B. 소니 뮤직 레코드. ASIN B07NMTHXR1. SRCL-11123/4.
- 히나타자카46 (2019년 3월 27일). 《キュン》 [큥] (일본어). Type-C. 소니 뮤직 레코드. ASIN B07NMJYD2H. SRCL-11125/6.
- 히나타자카46 (2019년 3월 27일). 《キュン》 [큥] (일본어) 통상판. 소니 뮤직 레코드. ASIN B07NMTWCC8. SRCL-11127.

### 참조주
1. ↑  “3月27日(水)にリリース致します、デビューシングルの収録内容を発表致します!”. 《日向坂46公式サイト》. 2019년 3월 1일. 2019년 3월 1일에 확인함.
2. 1 2  “日向坂46、デビュー曲センターは2期生16歳の小坂菜緒”. 《ORICON NEWS》 (oricon ME). 2019년 3월 4일. 2019년 3월 5일에 확인함.
3. ↑  “けやき坂46が「日向坂(ひなたざか)46」に電撃改名”. 《日刊スポーツ》 (일본어) (日刊スポーツ新聞社). 2019년 2월 11일. 2019년 2월 13일에 확인함.
4. ↑  hinatazakanews (2019년 3월 5일). “この後、16:40〜NHK-FM「ゆうがたパラダイス」に加藤史帆と佐々木久美がコメント出演し、3/27発売のデビューシングル「キュン」のフルサイズをオンエア解禁致します💙 ぜひお聴きください💕” (트윗). 2019년 3월 5일에 확인함.
5. ↑  “日向坂46が学校で踊る「キュン」MV、大人数ダンスシーンにエキストラ約100名”. 《ナタリー》 (ナターシャ). 2019년 3월 5일. 2019년 3월 5일에 확인함.
6. ↑  “デビューシングル「キュン」のMusic Videoを公開!”. 《日向坂46公式サイト》. 2019년 3월 5일. 2019년 3월 5일에 확인함.
7. ↑  케야키자카46 2016a, 케야키자카46 2016b, 케야키자카46 2016c, 케야키자카46 2016d.
8. ↑  “日向坂46、デビュー曲「キュン」MV公開 約100名のエキストラを巻き込んだ大団円ダンスを披露”. 《Real Sound》. 2019년 3월 7일에 확인함.
9. ↑  “日向坂46デビューシングル「キュン」を振付させて頂きました。”. 《@CRE8BOY_》. 2019년 3월 6일. 2019년 3월 7일에 확인함.
10. ↑  “3月27日(水)日向坂46 デビューシングル『キュン』発売決定!!”. 《日向坂46公式サイト》. 2019년 2월 11일. 2019년 3월 1일에 확인함.
11. ↑  “欅坂46からひらがなけやきへ、メチャカリCM曲「JOYFUL LOVE」トレイラー公開”. 《ナタリー》 (ナターシャ). 2018년 10월 22일. 2019년 3월 1일에 확인함.